# Сороковины

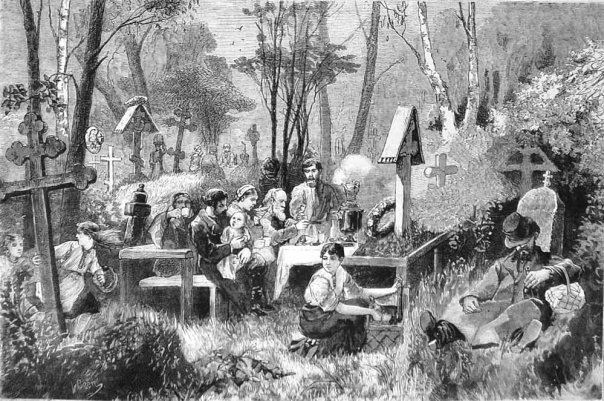
Смоленское кладбище — поминки. 1881

Сорокови́ны (сорочи́ны, шесть недель, шестины, сорокоуст, стол, отправа столов, останье) — поминовение усопшего в 40-й день по кончине (включая день смерти).

## Славянские традиции
Поминки сорокового дня завершают сорокадневный поминальный период и являются главной датой частного поминовения; особенно значимы в традиции православных славян. По всеобщему убеждению, в течение этого периода душа умершего пребывает на земле, возвращается в свой дом, витает вокруг могилы, посещает места, в которых бывал умерший, «ходит по мытарствам», а в 40-й день окончательно покидает землю («три дня в доме, до девяти дней во дворе, до сорока дней — на земле»). Обрядность всего периода и последнего дня связана с этапами ухода души и её проводами (рус. проводить душу, отпустить душу, отпустить покойника, бел. навьи проводы и т. п.), а также с необходимостью предотвратить возвращение покойника; по распространённым поверьям, покойники «ходят» и досаждают живым (у южных славян — становятся вампирами) прежде всего в этот сорокадневный период (см. Покойник «заложный»).
У русских по обычаю в течение сорока дней в доме умершего на кутном окне или на столе стоял «помин» (хлеб или блин и стакан с водой), предназначенный для умершего и других «родителей», которые придут его поминать; воду каждый день меняли (старую выливали под кутный угол в доме или снаружи дома; под порог, за дверь, в окно), рядом с помином лежала незажжённая свеча (на Смоленщине).
Во многих местах умершему «стелили постельку» на лавке, где он лежал (или на кровати) — после сороковин постель относили в церковь или отдавали нищим. У окна в доме или на улице висело полотенце «для утирания души» — после сороковин полотенце снимали и относили в церковь; снаружи дома тоже вешали полотенце, ленту или шнурок, которым связывали руки и ноги покойника; еловую ветку — «чтобы покойник мог узнать свой дом», «чтобы прохожие поминали его» и т. п.; после сороковин их относили на кладбище или сжигали. С окончанием сорокадневного периода в доме убирали траурные украшения, снимали занавеси с зеркал; отдавали нищим или сжигали одежду умершего. После сороковин отменялись многие запреты, строго соблюдавшиеся в этот период (например, ложиться на кровать умершего, оставлять дом пустым и запирать его на замок, иногда гасить свет, трогать одежду умершего и т. п.); до сороковин не трогали могилу, её разрешалось оформлять только после сорокового дня (т. к. до этого дня душа покидает могилу).
В Заонежье в канун сороковин топили баню и готовили постель для умершего. На поминки девятого и сорокового дня ходили на кладбище и устраивали поминальную трапезу дома для приглашенных; в эти дни было принято причитать особенно истово. Приносили в церковь или отдавали нищим в зависимости от возможностей семьи бычка, овцу, меру ржи, пироги — «на помин души». На кладбище снимали с могилы и сжигали венки, после сороковин не полагалось проявлять своё горе и тоску по умершему. На Владимирщине в сороковой день пшено, в котором все сорок дней стояла свеча, высыпали на могилу или, провожая душу из дома, выходили через задние ворота, читали молитву лицом на закат, выливали воду, стоявшую сорок дней, и высыпали пшено, «чтобы птички склевали». В день сороковин ждали, что покойник придёт и постучит в окно («домой рвётся»).
На Смоленщине в канун 40-го дня (сороковины, сорокоуст, шесть недель, шестины) в доме покойного совершались ночные бдения (иногда до утра), на которых женщины читали молитвы, пели духовные стихи, устраивали поминальный ужин; со стола не убирали; верили, что умерший последний раз приходит домой; приходят его помянуть и другие «родители». Наутро родные и близкие отправлялись на кладбище, иногда приглашали тех, кто рыл могилу; на могилу стелили скатерть и расставляли угощение, кое-где приносили «помин», который в течение сорока дней стоял на окне или на столе; по окончании трапезы осыпали могилу зерном, приглашали покойника и всех предков на поминальную трапезу в дом: «Честные родители, пойдемте вси сегодня Катину душеньку поминать». Поминальный обед в доме был таким же, как в день похорон, и также мог называться горячий стол. После поминальной трапезы прощались с покойным: выбегали на двор с плачем, кричали «погости, погости», выносили поминальную еду, прощались. Во многих местах после обеда совершался ритуал проводов души (отправление, провождение): на улицу выносили стол или скамейку, ставили иконку, «помин», поминали водкой или квасом; трижды кланялись в сторону кладбища, причитали; иногда скамейку с помином оставляли на улице на ночь.
В некоторых южнорусских регионах на сороковины пекли «лестницы», по которым душа поднималась на небо (такие же лестницы пекли на Вознесение, сороковой день после Пасхи); после обеда «провожали душу». В Рязанской губернии «собирались все жители — у ворот ставили столы с киселём, сытою (мёд, разведённый в воде) и ложками. Все подходили по очереди. Отведывали и забирали ложку с собой». В некоторых местах «по окончании панихиды дома все родственники брали с собой канун, блины, драчены и шли на перекресток, где, положив три земных поклона, ели блины и раздавали их другим, для чего собиралось много народа, особенно ребятишек».
На Тамбовщине сороковины назывались «проводить душу» или «отпустить душу»: в канун сорокового дня открывали ворота, выходили и кланялись на четыре стороны света, начиная с востока, причитали; в доме за столом говорили: «Мы тебя проводили, теперь ты к нам не ходи. Теперь мы к тебе ходить будем».

## В христианстве
Согласно православному святоотеческому преданию, в 40-й день по смерти душа новопреставленного (то есть недавно скончавшегося) в третий раз поставляется ангелами пред Богом, Который отводит ей место до Страшного Суда и окончательного определения вечной загробной участи. Одна из трёх дат в православной традиции, отмеченных для особого поминовения новопреставленного: третий день, девятый день, сороковой день. Две даты — третий день и сороковой день — совпадают с вехами в земной жизни Иисуса Христа: в третий день по своей телесной смерти Он воскрес, в сороковой день по своём воскресении вознёсся к Богу.
В Библии нет фактов поминовения новопреставленного в сороковой день, но сорокадневный период знаменателен иными событиями ветхозаветной истории: пророк Моисей удостоился беседовать с Богом на горе Синай и получить от Него скрижали Завета по прошествии сорокадневного поста; пророк Илия достиг горы Хорив через сорок дней. Число 40 также встречается в истории о том, как израильтяне добрались до земли обетованной после сорокалетнего странствия по пустыне. У большинства библейских народов существовали устоявшиеся формы плача по умершему (Общественный траур). Считается, что плач длился сорок дней, но это мнение ошибочно. Чаще всего плач длился от нескольких дней до нескольких недель. Например пророка Моисея оплакивали тридцать дней, праотца Иакова оплакивали уже семьдесят дней, а сорок дней длилось его бальзамирование;